# Ausgleichsklasse

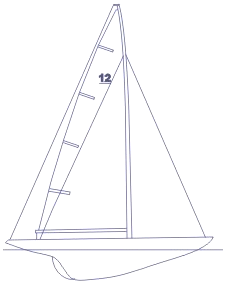
12mR Yacht, circa 1950, als Beispiel einer Konstruktionsklasse

Als Ausgleichsklasse oder Ausgleichsformel wird ein Vermessungsmodus bezeichnet, mit dessen Hilfe Boote unterschiedlicher Klassen in einer Regatta gegeneinander antreten können. Aus der bei einer Regatta erzielten gesegelten Zeit eines Bootes und seines durch Vermessung ermittelten Rennwertes (Rating) wird die berechnete Zeit ermittelt. In das Klassement geht ausschließlich die berechnete Zeit ein. Man spricht in diesem Zusammenhang auch von Vergütung und Zeitvergütung. 
Neben den Ausgleichsklassen gibt es Einheitsklassen, bei denen alle Boote identisch sind, sowie die Konstruktionsklassen, die dem Konstrukteur einen gewissen Spielraum in der Entwicklung der Rumpfform und der Takelage erlauben. 
Verbreitete Ausgleichssysteme sind die Yardstick-Wertung, IMS und ORC Club.